# Петраускас Антанас Аугустинович
Петраускас Антанас Аугустинович (4 грудня 1938, с. Гинтаутай — 16 січня 2021, м. Черкаси) — Заслужений працівник культури України. Нагороджений орденом «За заслуги» III ступеня.

## Життєпис
Народився 4 грудня 1939 року в с. Гинтаутай Рамигальського району, республіка Литва.
В Черкасах з 1960 року. Проходив строкову військову службу у танковому полку. Після служби в армії залишився в Черкасах. Працював в гаражі Черкаського м'ясокомбінату, пізніше став завідувачем клубу. Закінчив Ленінградський інститут культури.
На базі клубу організував потужний методичний центр, де працювало 14 гуртків.
З 1972 — керівник Черкаського міського будинку культури. З 1975 — начальник управління культури Черкаського району.
1982 — очолив Черкаську обласну філармонію. У 1983 за його ініціативою створено ансамбль «Росава», тріо бандуристок «Вербена», камерний оркестр.
На посаді директора працював 30 років.
«Бути директором філармонії — складна й копітка робота. Треба так свою директорську скрипку грати, щоб ти колектив із півслова розумів, і люди тебе так само розуміли. Я життя присвятив філармонії і мені не соромно за зроблене», — зазначає черкаський литовець Антанас Аугустинович. Він каже, що Україна за минулі десятиліття стала для нього другою Вітчизною, а Черкаси — малою батьківщиною.
Журналісти Вільнюської телестудії зняли фільм про директора-литовця Черкаської філармонії та його життя в Україні.
Пішов з життя 16 січня 2021 року у м. Черкаси.